# Hélice (navire)
Pour un article plus général, voir Hélice.

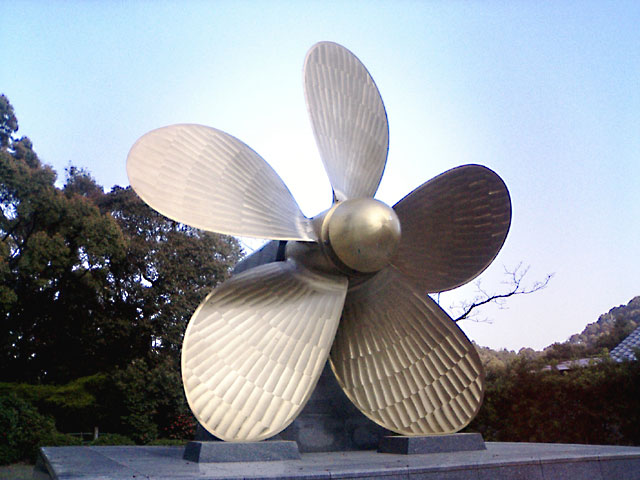
Hélice de navire de 5 pales avec le pas à droite

Principe du propulseur cycloïdal, Voith Schneider qui permet d'orienter le flux, arrière, gauche, droite.

En construction navale, une hélice est un moyen de propulsion le plus souvent utilisé pour déplacer des véhicules marins ou d'eau douce tels que bateaux et sous-marins.
En France, la promotion de la propulsion des navires par l'hélice est attribuée à l'ingénieur français Frédéric Sauvage qui mena ses premières expériences dès 1832.
À l'étranger, le hasard a voulu que lors de ses travaux menés à partir de 1835 sur ce mode de propulsion, Francis Pettit Smith, un fermier et inventeur anglais, ait cassé un morceau de son hélice lors d'un essai, ce qui a aussitôt donné de meilleurs résultats qu'avec le prototype entier. F. P. Smith et John Ericsson, un inventeur suédois qui collaborait avec lui, ont contribué au développement de la propulsion par hélice d'abord aux États-Unis, puis en Angleterre, en Suède et en France.
Dans de nombreux pays les hélices se nomment vis, screw-propellers en anglais. Contrairement à une idée reçue, la propulsion par hélice est le résultat d'une impulsion « comme le fait une balle de tennis sur une raquette, et non d'un entraînement comme le fait une vis. » Pour les hélices courtes, la vitesse de l'eau derrière l'hélice est conforme aux résultats décrits par les recherches de Morosi et Bidone : légèrement inférieure à deux fois la vitesse que donnerait une hélice longue comme on la concevait avant 1837.
La fonction de l'hélice est d'accélérer une masse d'eau afin de créer une force propulsive. 
Pour produire cette force, l'hélice peut être conçue grande et tourner lentement, ou petite et tourner plus rapidement. La théorie thermodynamique et mécanique physique de l'hélice est enseignée en hydrodynamique.
Il existe d'autres moyens modernes de propulsion tel le système Voith Schneider. Ce ne sont pas des propulseurs qui reçoivent une impulsion comme les hélices, mais des systèmes à entraînement comme autrefois les roues à aubes. Ces systèmes sont très pratiques dans les manœuvres de port par la facilité d'orientation du jet. Les turbines centrifuges sont peu utilisées, leur rendement étant moins bon.

## Histoire

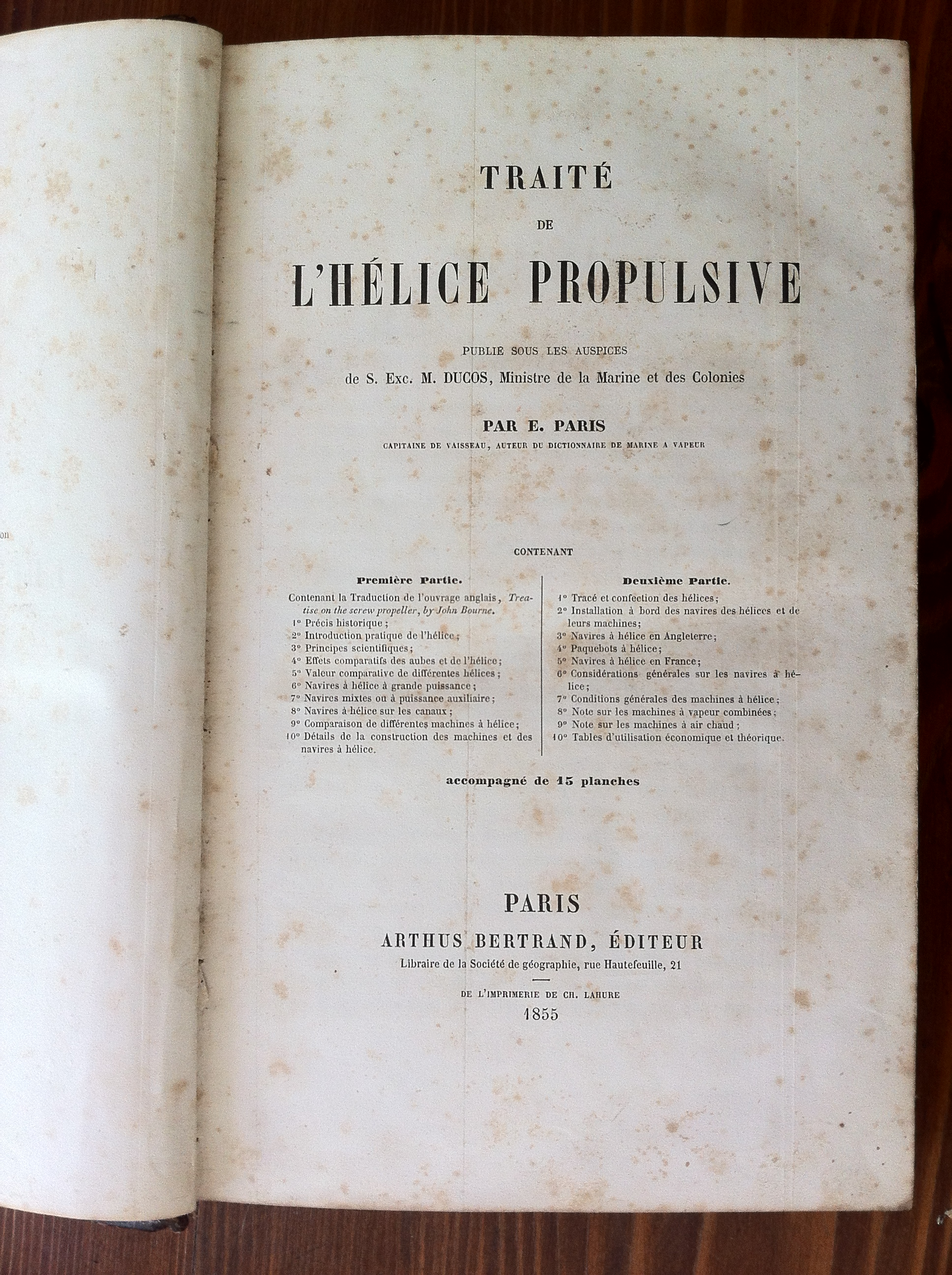
Traité de l'hélice propulsive de François-Edmond Pâris
- 1855 -
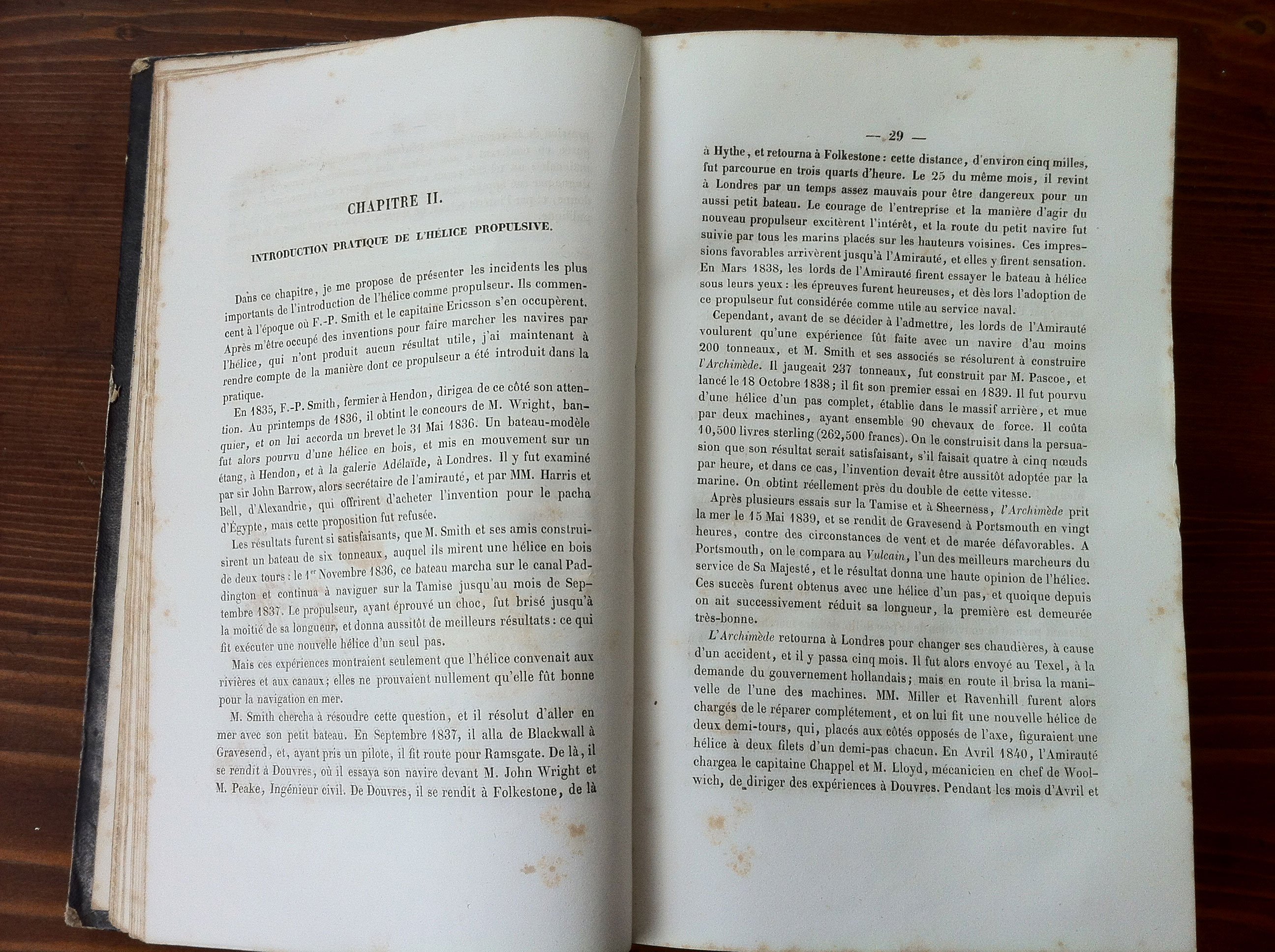
Pages 28-29 du traité
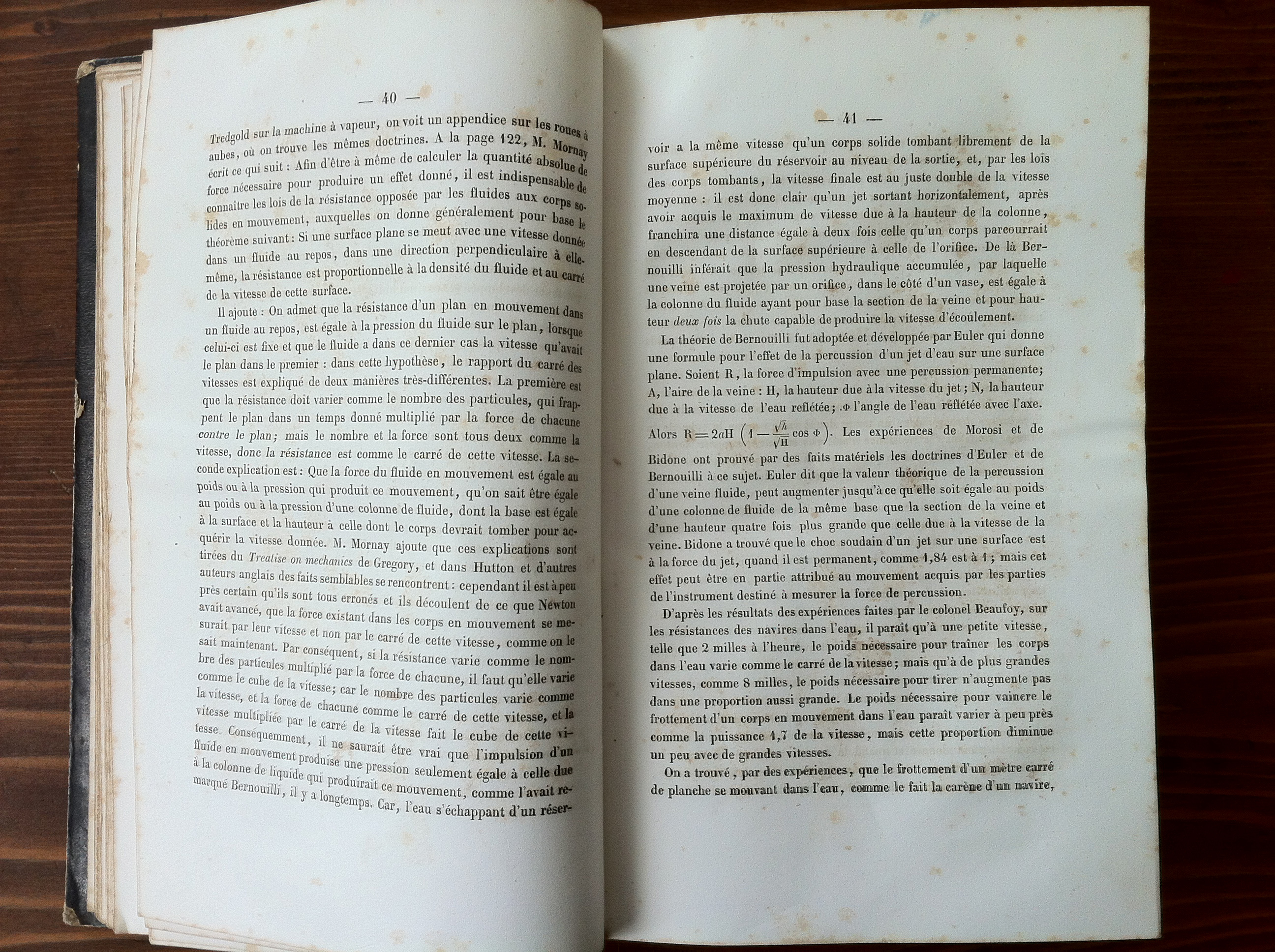
Pages 40-41 du traité
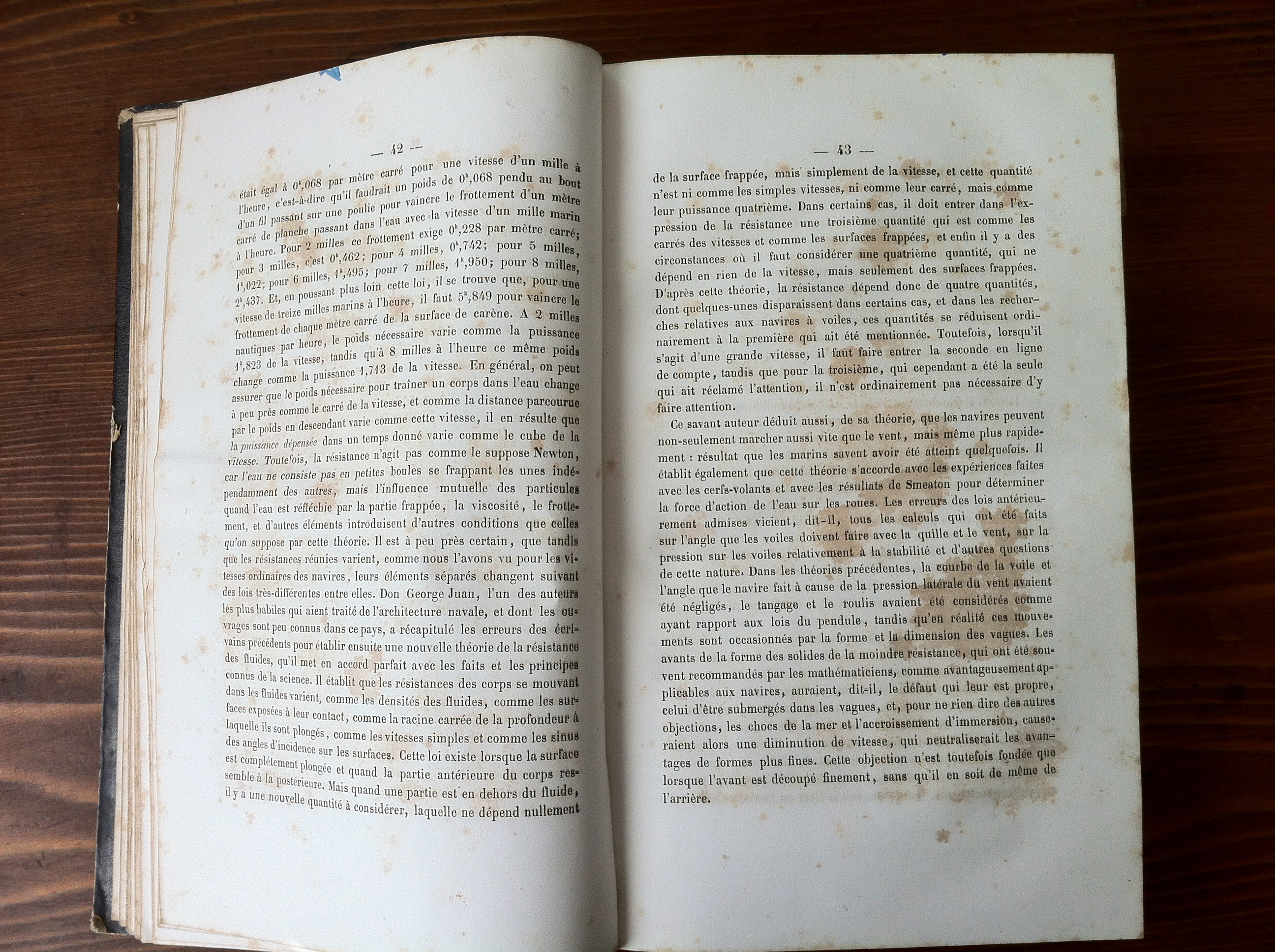
Pages 42-43 du traité

Dès 1855, tous les ingrédients étaient présents pour comprendre le fonctionnement des hélices marines :
Dans son ouvrage intitulé L'Hélice propulsive, édition de 1855, François-Edmond Pâris décrit les péripéties de l'évolution des hélices marines. Cependant, il restait une incompréhension totale pour le calcul des hélices en raison de la conception mentale de l'hélice en tire-bouchon (ou comme une vis). Cette notion perdure encore aujourd'hui.
| Premier ingrédient: Le propulseur, ayant éprouvé un choc, fut brisé jusqu'à la moitié de sa longueur, et donna aussitôt de meilleurs résultats. |
| Chapitre II - Introduction pratique de l'hélice propulsive. « Dans ce chapitre, je me propose de présenter les incidents les plus importants de l'introduction de l'hélice comme propulseur. Ils commencent à l'époque où F.-P. Smith et le capitaine Ericsson s'en occupèrent. Après m'être occupé des inventions pour faire marcher les navires par l'hélice, qui n'ont produit aucun résultat utile, j'ai maintenant à rendre compte de la manière dont ce propulseur a été introduit dans la pratique. » « En 1835, F.-P. Smith, fermier à Hendon, dirigea de ce côté son attention. Au printemps de 1836, il obtint le concours de M. Wright, banquier, et on lui accorda un brevet le 3l mai 1836. Un bateau-modèle fut alors pourvu d'une hélice en bois, et mis en mouvement sur un étang, à Hendon, et à la galerie Adélaïde, à Londres. Il y fut examiné par sir John Barrow, alors secrétaire de l'amirauté, et par MM. Harris et Bell, d'Alexandrie, qui offrirent d'acheter l'invention pour le pacha d'Égypte, mais cette proposition fut refusée. » « Les résultats furent si satisfaisants, que M. Smith et ses amis construisirent un bateau de six tonneaux, auquel ils mirent une hélice en bois de deux tours : le 1er novembre 1836, ce bateau marcha sur le canal Paddington et continua à naviguer sur la Tamise jusqu'au mois de septembre 1837. Le propulseur, ayant éprouvé un choc, fut brisé jusqu'à la moitié de sa longueur, et donna aussitôt de meilleurs résultats : ce qui fit exécuter une nouvelle hélice d'un seul pas. » |

C'est donc en septembre 1837 que l'événement s'est produit, ce qui a été un tournant dans la propulsion maritime par hélice.
| Deuxième ingrédient: Bidone a trouvé que le choc soudain d'un jet sur une surface est, quand il est permanent, comme 1,84 est à 1 |
| Chapitre III - Principes scientifiques relatifs aux navires à hélice « ... Car l'eau s'échappant d'un réservoir a la même vitesse qu'un corps solide tombant librement de la surface supérieure du réservoir au niveau de la sortie, et, par les lois des corps tombants, la vitesse finale est au juste double de la vitesse moyenne : il est donc clair qu'un jet sortant horizontalement, après avoir acquis le maximum de vitesse due à la hauteur de la colonne, franchira une distance égale à deux fois celle qu'un corps parcourrait en descendant de la surface supérieure à celle de l'orifice. De là Bernoulli inférait que la pression hydraulique accumulée, par laquelle une veine est projetée par un orifice, dans le côté d'un vase, est égale à la colonne du fluide ayant pour base la section de la veine et pour hauteur deux fois la chute capable de produire la vitesse d'écoulement. » « La théorie de Bernoulli fut adoptée et développée par Euler qui donne une formule pour l'effet de la percussion d'un jet d'eau sur une surface plane. Soient R, la force d'impulsion avec une percussion permanente; A, l'aire de la veine : H, la hauteur due à la vitesse du jet ; N, la hauteur due à la vitesse de l'eau reflétée ; Φ l'angle de l'eau reflétée avec l'axe. » « Alors R = 2aH(1-(√h/√H)cos Φ). » « Les expériences de Morosi et de Bidone ont prouvé par des faits matériels les doctrines d'Euler et de Bernoulli à ce sujet. Euler dit que la valeur théorique de la percussion d'une veine fluide, peut augmenter jusqu'à ce qu'elle soit égale au poids d'une colonne de fluide de la même base que la section de la veine et d'une hauteur quatre fois plus grande que celle due à la vitesse de la veine. Bidone a trouvé que le choc soudain d'un jet sur une surface est, quand il est permanent, comme 1,84 est à 1 ; mais cet effet peut être en partie attribué au mouvement acquis par les parties de l'instrument destiné à mesurer la force de percussion. » |

### Histoire de l'hélice par les brevets, de 1752 à 1837
Toujours d'après François-Edmond Pâris :

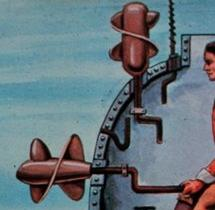
Hélices de la Tortue de Bushnell

- 1752 : Daniel Bernoulli obtient le prix de l'Académie française, pour mouvoir les navires sans la force du vent ; il proposa quelque chose d'analogue aux ailes des moulins à vent, appliquées sur les côtés du navire ; ses roues avaient six pieds de diamètre et elles étaient complètement plongées.

Les prises de brevets les plus remarquables :
- 1754 : William Emerson (Roues à ailes obliques) On s'est souvent servi en France de roues à ailes obliques établies dans une boîte conique et nommées Danaïdes ou roues à poires. La base du cône était la partie supérieure par où entrait l'eau. Emerson dans ses Principles of mechanics, donna un dessin d'un arrangement de ce genre et l'idée d'un pas croissant.
- 1768 : Alexis-Jean-Pierre Paucton (vis d'Archimède)
- 1776 : La Tortue de David Bushnell est un sous-marin mû par des hélices. C'est le premier véhicule marin propulsé par hélice.
- Dans la littérature illustrée les hélices de la Tortue sont souvent représentées comme des vis sans fin (Cf Supra)  mais il s'agit d'une erreur d'interprétation de la description de l'engin par David Bushnell: Il parle d'hélices faites suivant le Principe de la Vis (principle of the screw)  mais précise plus loin que ces hélices qu'il nomme aussi oars (avirons) ont l'aspect des ailes d'un moulin à vent (blades of a windmill en V.O.)[4] c.a;d.très semblable aux hélices de navires actuels. Il est très douteux que le sergent Ezra Lee qui tenta une attaque contre les navires anglais qui tenaient le blocus de New-York aurait jamais pu propulser correctement son engin et réaliser son attaque (finalement infructueuse) avec des hélices en forme de vis sans fin.
- 1785 : Joseph Bramah (Roues à aubes obliques avec arbre entrant dans le navire au travers d'une boite à étoupe)
- 1794 : Edward Shorter (Sorte de godille, huit hommes au cabestan obtinrent 1 nœud et demi sur le Doncaster)
- 1803 : Charles Dallery obtient un brevet pour une hélice formant deux pas ; une hélice à l'avant et une à l'arrière.
- 1804 : John Stevens (aile de moulin à vent)

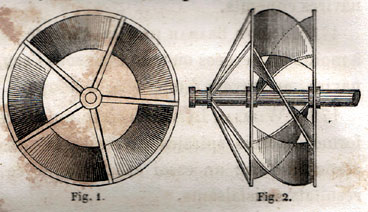
Figures 1 et 2 de l'hélice du Capitaine Delisle

- 1823 : Au mois de juin, le capitaine Delisle[5] présenta au ministre de la marine un mémoire sur une manière de faire marcher les navires, au moyen d'une hélice submergée, semblable à quelques-unes déjà mentionnées, mais dont la partie centrale était vide comme le montrent les figures 1 et 2. La surface en hélice était disposée en cinq filets, autour du cercle extérieur, et la longueur totale était le cinquième du pas. Cette disposition avait été proposée pour les moulins à vent par Ferensson, dans ses lectures sur la philosophie naturelle.
Le mémoire de Delisle n'eut point de résultat et fut complètement oublié, jusqu'à ce que la réussite de l'hélice portât à faire des recherches sur son origine.
- 1824 :
  - Un mémoire de Jean-Baptiste Marestier, Ingénieur de la marine sur les navires à vapeur d'Amérique, propose une hélice de plusieurs filets dans un tube faisant la longueur du navire.
  - M. Bourdon (Hélice à pas croissant)

- 1827 : Thomas Tredgold, dans son Traité de la machine à vapeur, explique l'inconvénient des hélices à plusieurs pas ; ses expériences montrent qu'un deuxième pas n'a que très peu d'action.
- 1829 : Charles Cummerow (Hélice placée dans le massif arrière et à un seul filet, gouvernail derrière l'étambot)
- 1836 : Le 31 mai, Francis Pettit Smith fut patenté pour une hélice formant deux pas placée dans l'arrière et recevant le mouvement d'une roue d'angle descendant sur le pont.
- 1836 : John Ericsson prend le 13 juillet une patente pour un nouveau propulseur formant deux anneaux minces, sortes de cylindres très courts et portant des portions de spirales dans le genre de l'hélice de Delisle. Ce propulseur eut beaucoup de succès et a été le premier employé en France et en Amérique.

### Auteurs de brevets après 1837 et jusqu'en 1851

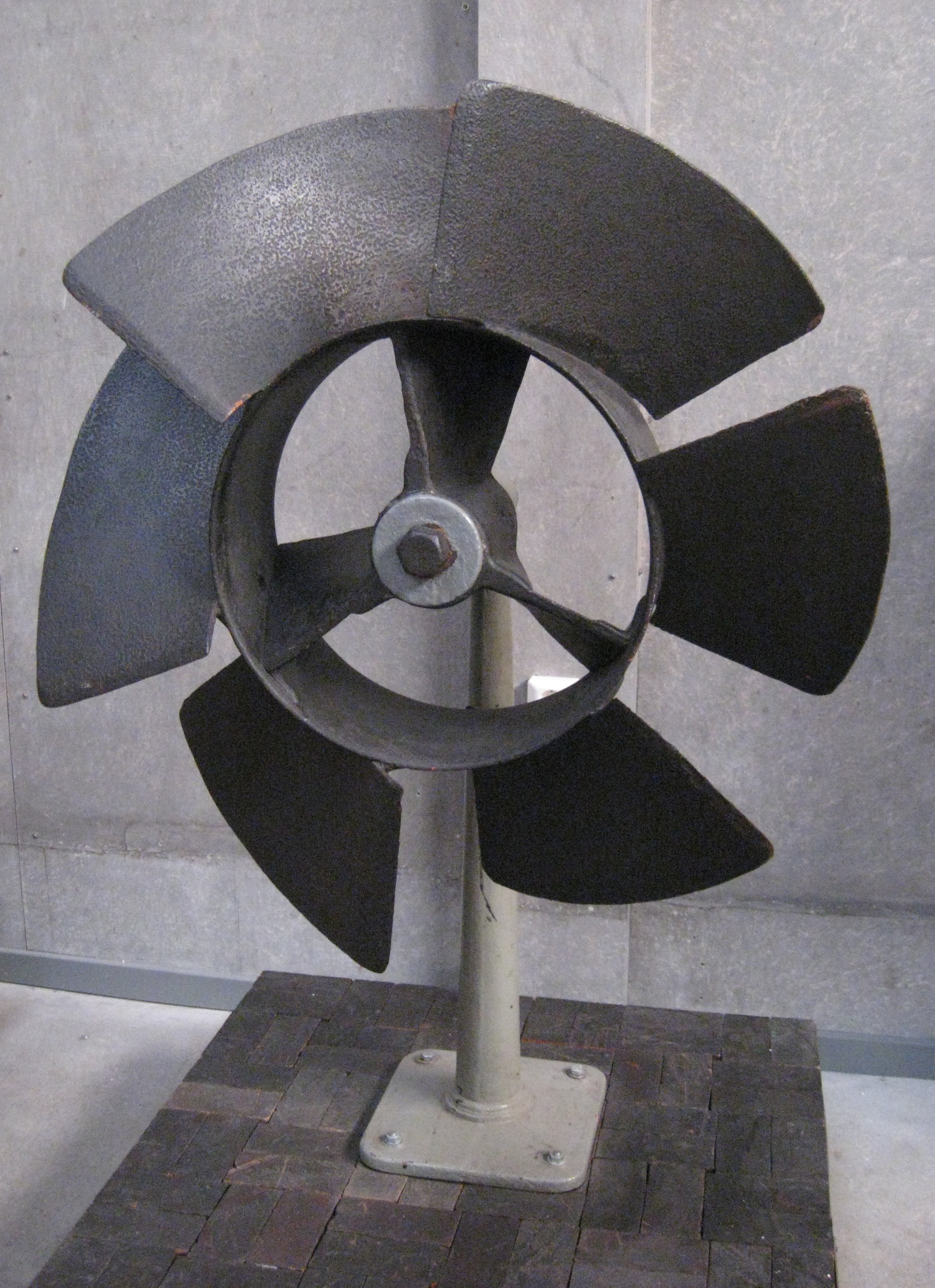
Hélice de 1843. Conçue par C F Wahlgren basée sur celle de John Ericsson. A équipé le vapeur Flygfisken, construite au chantier Motala.

Jusqu'en 1855, date de la parution de son traité, les prises de brevets se multiplient sans apporter d'innovation remarquable jusqu'en 1851, sauf peut-être celle de Bennet Woodcroft (en) en 1844.

### Évolution après 1850
Les hélices se raccourcirent et, dès 1860, on vit apparaître des hélices genre « ailes de moulins » à quatre pales dont la forme carrée des extrémités créait des remous parasites.
Au XXe siècle, le développement de la thermodynamique et de la mécanique physique ont permis de mieux comprendre ce qui se passe globalement entre l'entrée du fluide, l'eau, et sa sortie propulsée, dont les résultats sont conformes aux expériences de Morosi et Bidone. Ce qui se passe entre la sortie et l'entrée est du domaine de la mécanique des fluides. On comprend alors que la propulsion obtenue est le résultat d'un impact et non d'un entraînement et que ce que l'on avait nommé le « recul » n'est autre qu'une perte d'énergie entropique due au désordre provoqué par l'impact.
Dans la seconde moitié du XXe siècle, on cherche à améliorer les performances des voiliers de course croisière équipés d'hélices propulsives. La forme des pales ayant moins d'importance, en dehors du fait qu'une hélice de forme hélicoïdale aura une pression plus uniforme sur la surface des pales, on a toute facilité de formes pour construire des hélices à pas variable et des hélices à pales repliables.

## Formes et usages des hélices propulsives

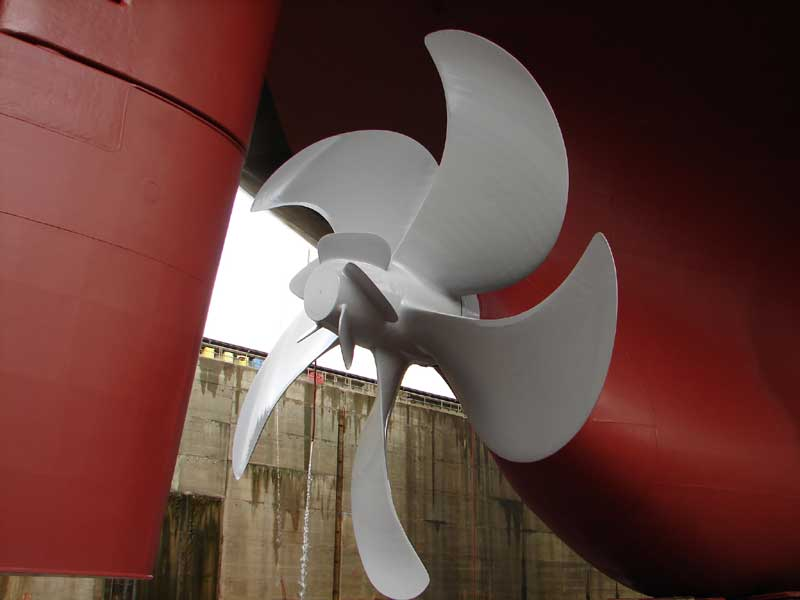
Exemple d'hélice sabre

Selon leur usage, le nombre de pales et les formes seront différentes :
- Les hélices à deux pales fixes ou en bec de canard sont utilisées sur des petits voiliers afin de limiter la traînée lorsque le moteur est à l'arrêt. Le coefficient de remplissage de ces hélices est volontairement réduit à son minimum mais doit supporter l'effort. Elles ne sont pas toujours très performantes en marche arrière et le mécanisme de déploiement des pales (des secteurs dentés) doit être convenablement entretenu lors des carénages.

- Les hélices à trois pales sont les plus courantes sur les unités moyennes, elles ont un bon rendement en statique (force) et en dynamique (puissance). C'est un bon compromis force/puissance. On les utilise couramment sur les voiliers et les bateaux à moteur. Les voiliers sont parfois équipés d'hélices à trois pales orientables qui permettent de modifier le pas, elles se mettent en drapeau lorsque le moteur est à l'arrêt afin de réduire la traînée.

- Les hélices à quatre pales ont à peu près les mêmes caractéristiques que les hélices à trois pales à coefficient de remplissage égal. Elles ont l'avantage d'être mieux équilibrées et sont moins bruyantes, l'effet de résonance de l'hélice est diminué.

- Les hélices à cinq pales sont principalement utilisées sur les gros navires et sous-marins.

- Les hélices de surface sont utilisées par les vedettes rapides. L'hélice peut tourner très rapidement à la surface de l'eau, car l'effet de cavitation est réduit.

- Les hélices sabre sont principalement utilisées par les navires et les sous-marins pour réduire les vitesse locales en bout de pale (meilleur rendement, moins de bruit).
- Les hélices à pas variables et éventuellement réversibles sont utilisées sur des navires ayant fréquemment besoin de manœuvrer, comme les traversiers et les ferries. L'inversion de pas permet de simplifier l'installation motrice et de se dispenser de dispositifs comme l'inverseur mécanique ou l'inversion du sens de rotation moteur (possible sur certains types de moteurs Diesel). Elles sont apparues dans le domaine naval au cours des années 50 alors que l'aviation les utilisait depuis les années 1930 à la suite des innovations dues à la firme aéronautique Ratier.

## L'hélice dans les propulseurs d'étrave

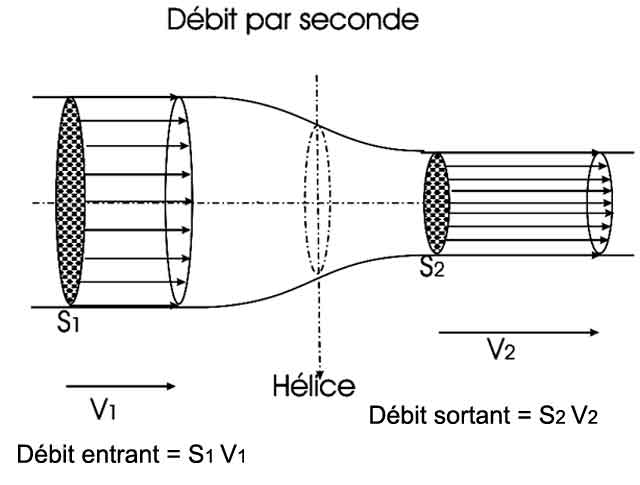

Dans un système propulsif où les hélices sont incluses dans un tube (tunnel), il est nécessaire que le tube soit court, ou agrandi aux extrémités, afin de ne pas diminuer le rendement propulsif.
Les hélices utilisées sont semblables aux hélices propulsives. Sur les petites unités elles peuvent être en plastique et occupent le diamètre du tube. 
Le meilleur rendement est obtenu par l'hélice libre descendue pour l'usage sous la coque et occultée en navigation.